# Плюснин, Николай Михайлович
Николай Михайлович Плюснин (23 июля [4 августа] 1848, Слободской, Вятская губерния — 1920, Екатеринбург) — русский живописец и педагог.

## Биография
Николай Плюснин родился 23 июля (4 августа) 1848 года в городе Слободской Вятской губернии в семье купца. В 1858—1861 годах учился в Слободском уездном училище, затем в 1866—1873 годах проходил обучение в Императорской Академии художеств. Его работы были отмечены в 1867 году второй серебряной медалью и в 1868 году первой серебряной медалью. За картину «Давид, играющий на арфе перед царем Саулом», ныне хранящуюся в Екатеринбургском музее изобразительных искусств, Плюснин получил звание классного художника II степени.
В 1875 году переехал в Екатеринбург. С 1878 по 1907 год служил учителем рисования и черчения в местной женской гимназии. С 1898 года одновременно был руководителем курсов рисования для рабочих Верх-Исетского завода. В 1889—1895 годах у него брал частные уроки Л. В. Туржанский, ставший в дальнейшем известным пейзажистом. В 1907—1911 годах Плюснин преподавал в Златоусте. В 1911—1913 годах работал учителем рисования Екатеринбургского епархиального училища, руководил иконописной мастерской Ново-Тихвинского женского монастыря.
С 1877 года состоял членом УОЛЕ. Был в числе организаторов художественного отделения музея УОЛЕ, куда передал часть своих работ. Был членом Екатеринбургского общества любителей изящных искусств. Писал жанровые картины, пейзажи, портреты, делал эскизы кустарных изделий. В 1896 году по его эскизу А. Н. Трапезников выполнил в кубок из раух-топаза. Несколько работ Плюснина хранятся в Екатеринбургском музее изобразительных искусств.
Николай Плюснин умер в Екатеринбурге в сентябре 1920 года (по другим сведениям в 1916 или 1913 году).